# Concertmaestru
Concertmaestru sau concertmaistru (din germană Konzertmeister) este, într-o orchestră simfonică, muzicianul care se află la primul pupitru al secțiunii de viori. Într-un ansamblu de suflători⁠(en)[traduceți], concertmaestrul este primul clarinetist, oboist sau flautist. În ierarhia orchestrei, concertmaestrul ocupă, după dirijor, locul cel mai important.